# Anthony Hecht

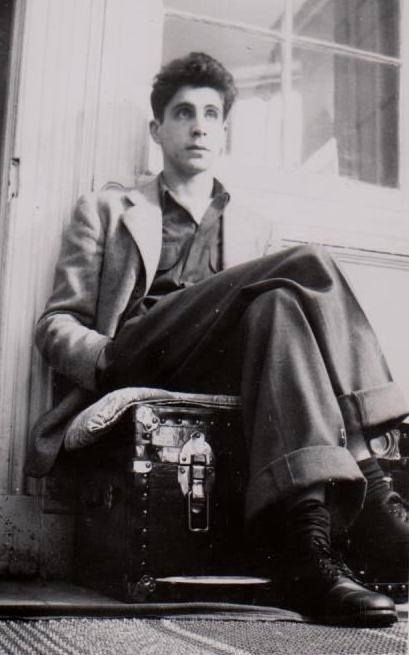
Anthony Hecht (1947)

Anthony Evan Hecht (* 16. Januar 1923 in New York City, Vereinigte Staaten; † 20. Oktober 2004 in Washington, D.C.) war ein amerikanischer Lyriker und Schriftsteller. Seine Werke beinhalteten die Auseinandersetzung mit den Schrecken des 20. Jahrhunderts, speziell mit dem Holocaust.

## Biographie
Hecht wurde als Sohn deutsch-jüdischer Eltern in New York City geboren. Er besuchte verschiedene Schulen in der Stadt und war u. a. ein Klassenkamerad von Jack Kerouac an der Horace Mann School. Als Student am Bard College beschäftigte er sich mit den Werken von Wallace Stevens, W. H. Auden, T. S. Eliot und Dylan Thomas. Zu diesem Zeitpunkt beschloss Hecht Schriftsteller zu werden.
Nach erfolgreichem Abschluss kam er 1944 als Angehöriger der Streitkräfte der Vereinigten Staaten nach Deutschland. Er nahm an der Ruhrkessel-Schlacht teil und kämpfte in Eger im damaligen Reichsgau Sudetenland. Prägendes Ereignis für Hecht war der 23. April 1945, als seine Einheit an der Befreiung des Konzentrationslagers in Flossenbürg teilnahm und er französische Lagerinsassen befragte, um Beweismaterial gegen den Lagerkommandanten zu beschaffen.

## Schriftsteller
Hecht kam am 25. September 1945 nach Japan, wo er für The Stars and Stripes, eine Zeitung für amerikanische Streitkräfte, schrieb. Am 25. Februar 1946 verließ er Japan und kehrte in die Vereinigten Staaten zurück. Er erhielt seinen Master von der Columbia University und kam in Kontakt mit den Schriftstellern Randall Jarrell, Elizabeth Bishop und Allen Tate. 1947 ging er an die University of Iowa, wo er als Dozent im Iowa Writers’ Workshop, einem Studiengang für kreatives Schreiben, tätig war.
Seinen ersten Gedichtband 'A Summoning of Stones’ veröffentlichte Hecht 1954, wobei er speziell in seinem zweiten Werk 'The Hard Hours’ (1967) seine Kriegserfahrungen verarbeitete. Überwiegend war Hecht als Hochschullehrer tätig: von 1967 bis 1985 an der University of Rochester, am Bard College, in Harvard sowie an der Georgetown University und der Yale University. Ein besonderes Gedichtmaß ist der Doppelte Daktylus, der von Hecht und Paul Pascal 1951 erfunden wurde.

## Auszeichnungen und Ehrungen
- 1951: Preis der American Academy in Rome
- 1968: Pulitzer-Preis für Dichtung für The Hard Hours[7]
- 1970: Mitglied der American Academy of Arts and Letters[8]
- 1975: Mitglied der American Academy of Arts and Sciences
- 1982: Poet Laureate der Library of Congress (1982–1984)
- 1983: Bollingen Price, Beinecke Rare Book and Manuscript Library der Yale University
- 1988: Ruth Lilly Poetry Prize
- 1989: Aiken Taylor Award for Modern American Poetry
- 1997: Wallace Stevens Award
- 1999: Frost Medal

## Werke
Lyrik
- A Summoning of Stones (1954)
- The Hard Hours (1967)
- Millions of Strange Shadows (1977)
- The Venetian Vespers (1979)
- The Transparent Man (1990)
- Flight Among the Tombs (1998)
- The Darkness and the Light (2001)

Übersetzungen
- Aeschylus’s Seven Against Thebes (1973) (mit Helen Bacon)

Weitere Werke
- Obbligati: Essays in Criticism (1986)
- The Hidden Law: The Poetry of W. H. Auden (1993)
- On the Laws of the Poetic Art (1995)
- Melodies Unheard: Essays on the Mysteries of Poetry (Johns Hopkins University Press, 2003), ISBN 0-8018-6956-0